# Cleber Papa
Cleber Papa (Alvinópolis, Minas Gerais, 7 de maio de 1953), diretor (encenador), cenógrafo, dramaturgo, produtor, dirige e desenvolve projetos e espetáculos de música popular e erudita, teatro, fotografia e de design, produz e cria espetáculos e festivais de ópera e teatro, concursos de canto, vídeos de difusão cultural, edita e escreve livros de fotografia. Dirigiu e produziu espetáculos de ópera no Brasil e no exterior, presidiu o Concurso Internacional de Canto Bidu Sayão, o Festival Amazonas de Ópera (1999 e 2000), o Festival de Ópera do Theatro da Paz (de 2002 a 2006). Em 2002, dirigiu a montagem da versão integral de O Guarani de Carlos Gomes, revisão de Roberto Duarte e regência do maestro Emilio de César, coprodução entre a Casa da Ópera e o Palácio das Artes em Belo Horizonte, gravado para televisão e DVD. Em 2017, assume a direção artística do Theatro Municipal de São Paulo

## Biografia

### Anos 1970 a 1989
Trabalhou, entre os anos 1970 e 1990 supervisionando diretamente inúmeros eventos culturais, esportivos, seminários, congressos, feiras, mostras, exposições no Brasil e no exterior, tornando-se um gestor multidisciplinar. Foi professor de Cinema (produção e Roteiro) na Faculdade Brás Cubas. Dirigiu e produziu filmes e vídeos empresariais institucionais e de treinamento. Foi diretor da Gravadora Continental e dos seus selos, produzindo o programa Violas de Repente, com Rolando Boldrin e Lourdinha Pereira, exibido em várias rádios. Neste período criou concursos de música popular e dirigiu shows em todos os gêneros, inclusive concertos e recitais. Especializou-se em realizar e dirigir espetáculos ao ar livre e gravações ao vivo. Passou a criar cenários e materiais de ponto de venda (displays, vitrines entre outros). Estudou a indústria de Shows, Musicais e Parques Temáticos nos Estados Unidos e os meios de produção. Em decorrência desta atividade, foi Assessor Especial da Prefeitura Municipal da Cidade de São Paulo para a reformulação de procedimentos administrativos e mercadológicos da empresa municipal Anhembi Turismo e Eventos, participando também do processo inicial de implantação do Sambódromo de São Paulo.

### Anos 1990 a 1999
A partir de 1990, decide dedicar-se exclusivamente à atividade cultural com foco nas artes performáticas (teatro, ópera, dança e música), seja nos processos de difusão, de formação complementar e mesmo naqueles de fomento.
- Cria e faz a direção artística do programa Carlos Gomes – Vida e Obra que compreendeu a curadoria e produção de exposições e apresentações de recitais em várias cidades brasileiras, a realização de óperas do compositor (Il Guarany, Fosca e Maria Tudor ) em regime de coprodução com a The Sofia National Opera (Bulgária), sua gravação em formato de broadcasting, suas apresentações em especiais da Rede Cultura (Nacional) no Brasil. O espetáculo Fosca foi também apresentado no Brasil, na sua versão original (Orquestra e Coro Búlgaros, solistas internacionais), nas cidades de São Paulo (Theatro Municipal de São Paulo), Manaus (Theatro Amazonas) e Belém (Theatro da Paz).
- Fez a Curadoria da mostra Fosca em Exposição, em novembro de 1998. A cartunista Laerte Coutinho publicou uma série de tiras sobre a apresentação da ópera no Brasil.
- Convidado pelo Governo do Estado do Amazonas a reformular o Festival de Música de Manaus, criou e foi o Diretor Geral do Festival Amazonas de Ópera, no Theatro Amazonas (Manaus) por duas edições. Este foi o primeiro Festival de Ópera do País.
- Criou e foi o Diretor Geral e Artístico do Festival de Ópera do Theatro da Paz nas suas 6 primeiras edições. Os Festivais do Theatro da Paz e do Theatro Amazonas são os dois únicos festivais de referência no Brasil.

### De 2000 em diante
- Presidiu o Concurso Internacional de Canto Bidu Sayão durante 10 anos. Este Concurso tornou-se à época a mais importante competição de canto da América Latina, com audições de mais de 1.500 cantores no período. Além de Jurados Nacionais (30%), o Concurso possuiu jurados internacionais com diretores artísticos de vários teatros, regentes, agentes, professores, cantores de vários países da Europa e dos Estados Unidos.
- Em 2000, a convite da Comissão Nacional para as Comemorações dos Descobrimentos Portugueses apresentou a ópera Il Guarany, do compositor Brasileiro Antonio Carlos Gomes, no Teatro Nacional de São Carlos. A produção compreendeu a realização do espetáculo no Brasil e o seu transporte a Portugal, incluindo solistas e regente. O TNSC participou com sua Orquestra e Coro Lírico.
- Produziu mais de 80 títulos de ópera e vários espetáculos de Teatro.
- Tem no seu repertório como encenador mais de 20 títulos (Norma, Viúva Alegre, Carmen (duas produções), A Flauta Mágica (duas produções), Madama Butterfly, Yara e Bug Jargal (de José Cândido da Gama Malcher), La Bohème, La Traviata, Lohengrin, Macbeth, O Barbeiro de Sevilha, Il Guarany (de Antonio Carlos Gomes, em duas produções), Mozart &Salieri (de Nicolay-Rimsky Korsacoff), Pedro Malazarte (de Gianfrancesco Guarnieri), Magdalena (de Heitor Villa-Lobos), L’Elisir D’Amore. Como encenador trabalhou em vários teatros brasileiros. Sua estreia internacional se deu na Dorset Opera (Inglaterra) onde dirigiu Norma, apoiou a produção de Salvador Rosa (sua obra preferida de Carlos Gomes) e produziu Macbeth, esta apresentada para a reinauguração do Theatro da Paz em Belém, Pará, após longo período de restauro e no Theatro Municipal de São Paulo.
- Com o apoio de alguns beneméritos, criou o Instituto Casa da Ópera em 2006 e o presidiu por dois anos. A partir daí tornou-se seu Diretor Artístico (sem remuneração pelo cargo) até maio de 2016. Esta instituição tem como meta a difusão das artes performáticas (ópera, teatro e dança) com um largo espectro de atuação no Brasil e no exterior. Possui parcerias permanentes com mais de 70 cidades apenas no Estado de São Paulo, com organismos internacionais e uma série de instituições Brasileiras. Esta entidade é também especializada em políticas públicas particularmente no que se refere à cultura. 
- Criou em 2008 a Companhia de Ópera Curta, uma touring company, especializada na difusão da ópera através da circulação de títulos no Estado de São Paulo dos espetáculos denominados Ópera Curta. A Companhia realiza o Programa Ópera Curta, um programa permanente do Governo do Estado de São Paulo, através da Secretaria de Cultura desde 2009. Este programa completou, em 2016, 259 apresentações, com um público estimado em 135.000 pessoas.
- Em conjunto com Rosana Caramaschi e o maestro Luiz Gustavo Petri, criou o formato Ópera Curta (espetáculos de teatro musical, com dramaturgia inédita, baseados em óperas famosas e mantendo musicalmente as principais peças criadas pelo compositor original). Escreveu os espetáculos, dirigiu e criou cenários para o repertório atual da Companhia (Carmen, La Traviata, La Bohème, Madame Butterfly, Barbeiro de Sevilha). Em 2012, apresentou no Theatro Municipal de São Paulo a ópera Magdalena de Villa-Lobos, realizada em 2011 pelo Théâtre du Châtelet, em regime de coprodução com o Instituto Casa da Ópera. Posteriormente, negociou a doação da ópera junto à Mairie de Paris para o Theatro Municipal de São Paulo, onde integra seu acervo.
- Foi curador no MIS-Museu da Imagem e do Som de São Paulo, de 2009 a 2018, responsabilizando-se pelo programa Notas Contemporâneas, dedicado a preservar depoimentos de compositores e interpretes da música popular e erudita. Além disto, cria e dirige 10 espetáculos por ano para o mesmo programa baseados nas obras dos convidados. É curador de exposições na área da música.  Em 2013, criou a exposição Verdi-200 anos cuja temática central foi a obra verdiana revista sob o ponto de vista iconográfico. A exposição trabalhou também as transições nos demais aspectos visuais (cenários, figurinos, caracterização, iluminação) face às possibilidades de exibição destas obras nas mídias eletrônicas.  Para isto foram reunidos 360 trechos em vídeo de produções de óperas do compositor, selecionados de um universo de pesquisa de mais de 1.500 gravações diferentes. Os materiais impressos foram reunidos junto a teatros na Itália, França, Inglaterra, Estados Unidos, Alemanha, no Leste Europeu, América Latina e através de artistas e criadores.  O Museu do Theatro Alla Scala autorizou a reimpressão do primeiro pôster da primeira ópera de Verdi, entre outros materiais. O Theatro Colón (Buenos Aires, Argentina) gentilmente cedeu alguns dos seus figurinos da década de 60 para ilustrar de forma comparativa as necessidades de precisão na produção contemporânea, em função das gravações em Alta Definição.
- É professor (cursos de extensão) da SP-Escola de Teatro do Estado de São Paulo
- Em 2016, desenvolveu na UNICAMP o espetáculo L’Elisir D’Amore com alunos da graduação, Mestrado e Doutorado e a Orquestra Sinfônica da Unicamp, criando uma oportunidade de vivência num ambiente profissional, aliás tema recorrente na sua visão de aperfeiçoamento de cantores, músicos e atores.
- Desenvolve com regularidade a série Diálogos da Cultura onde realiza conferências acerca de temas ligados à ópera e ao teatro.
- Criada em 2003, sua empresa Direktor Produções Ltda. atua ainda hoje em vários segmentos da Cultura, notadamente na realização dos espetáculos da Companhia de Ópera Curta, espetáculos musicais, seminários, publicações, exposições, assessoria a empresas do terceiro setor e instituições de diversos portes e níveis (governos, instituições sem fins lucrativos, empresas etc.
- Como conferencista estabelece paralelos entre a produção e direção de ópera e as várias atividades profissionais. Em 2015, foi convidado a participar da Conferência Ethos 360º, do Instituto Ethos de Empresas e Responsabilidade Social.  Neste encontro, apresentou a conferência Et tu, Ética? – uma reflexão sobre os princípios que motivam e distorcem o comportamento, tendo como ponto de partida as peças Júlio César e Macbeth, de William Shakespeare e as óperas correspondentes.
- foi diretor artístico do Theatro Municipal de São Paulo, durante o ano de 2017.
- em 2019, torna-se Diretor Cultural do MIS - Museu da Imagem e do Som de São Paulo.
- em janeiro de 2019, dirige a ópera O Barbeiro de Sevilha, no Theatro Municipal de São Paulo.
- A partir de 2021, reformula as atividades do Instituto Pensarte mudando sua denominação para Instituto Arte Ensina, instituição sem fins lucrativos, onde atualmente ocupa a posição de Diretor Executivo. 

## Atividades Complementares
- Autor do livro técnico Convenções - o show business das vendas;
- Coautor dos livros Brasil das Artes I e II, de textos e fotografias da produção das principais vertentes da Arte Popular no país;
- Coautor (textos) dos livros de fotografia Da Capela à Metrópole (o primeiro registro em fotografia das Igrejas de São Paulo), Dos degraus à História da Cidade e São Paulo 2000 que tratam de aspectos urbanos na cidade de São Paulo;
- Criador e apresentador do programa Ópera em Movimento, da Rádio Cultura de São Paulo, integrando a série Ideias Musicais, em que coloca em discussão a maneira como os compositores expressam o movimento na ópera
- Autor das peças de teatro A Unha da Mulher Amada, Bagos de Jabuticaba, Libertango, Os Amantes, Desencontrados, Arruaceiros.
- Em fase de criação, dedica-se à construção do que denomina Trilogia da Dor – Tango, Fado e Flamenco, um espetáculo de teatro musical que pretende expressar as dores das perdas, da saudade e da superação através dos três gêneros musicais.
- É autor do livro Ópera – Instrumento de aperfeiçoamento de pessoas em fase final de revisão. Neste trabalho, coloca em discussão a música erudita e a ópera na formação do Brasil e desenvolve considerações para uma visão bem sucedida de Cultura, trabalhando conceitualmente a ideia da ópera para além da música e da encenação.
- Participou do Livro A Ópera no Brasil, organizado pelo jornalista João Luís Sampaio (O Estado de São Paulo).
- Escreve o blog do Cleber Papa